# 宝樹寺 (京都市右京区)
宝樹寺（ほうじゅじ）は、京都市右京区嵯峨甲塚町にある西山浄土宗の尼寺。山号は熊谷山。

## 由緒
宝樹寺に伝わる再建勧化帳（天保15年〈1844年〉）によれば、蓮生（熊谷直実）の志願により、建久9年（1198年）京都西山の粟生光明寺と同時に建立されたという。後年、堂塔の建立を重ねて大伽藍を誇るも兵火にて焼亡し、慶長年中に中興。その後年月を経て堂塔は悉く破壊されたが、のち信者に喜捨浄財を募って再興を果たしたようである。ただ、かつては大寺であったという宝樹寺も、現在は小庵にとどまる。
本堂には、蓮生が彫刻し法然が開眼したとされる阿弥陀三尊（阿弥陀、観音、勢至）像が安置される。傍らの釈迦涅槃像、通称「寝釈迦」は、平安遷都の際に河内国跡部（大阪府八尾市）から当地に移り住んだ阿刀氏（物部氏の支族）が菩提寺として建立した教興寺の旧仏と伝わる。
北接する嵯峨広沢南野町に阿刀神社が鎮座する。